# Scrimă la Jocurile Olimpice de vară din 1936
Probele de scrimă la Jocurile Olimpice de vară din 1936 s-au desfășurat în perioada 2–15 august la „Reichssportfeld” și la „Haus des Deutschen Sports” din Berlin în Germania. 311 de trăgători din 29 de țări au participat. 

## Clasament pe medalii
| Loc | Țară           | Aur | Argint | Bronz | Total |
| --- | -------------- | --- | ------ | ----- | ----- |
| 1   | Italia (ITA)   | 4   | 3      | 2     | 9     |
| 2   | Ungaria (HUN)  | 3   | 0      | 1     | 4     |
| 3   | Franța (FRA)   | 0   | 2      | 1     | 3     |
| 4   | Germania (GER) | 0   | 1      | 2     | 3     |
| 5   | Suedia (SWE)   | 0   | 1      | 0     | 1     |
| 6   | Austria (AUT)  | 0   | 0      | 1     | 1     |

## Evenimente

### Masculin
| Probă             | Aur | Argint | Bronz |
| Spadă             | Franco Riccardi · Italia (ITA) | Saverio Ragno · Italia (ITA)                                                                                     | Giancarlo Cornaggia Medici · Italia (ITA)                                                                           |
| Spadă pe echipe   | Italia (ITA) · Alfredo Pezzana · Edoardo Mangiarotti · Saverio Ragno · Giancarlo Cornaggia-Medici · Giancarlo Brusati · Franco Riccardi | Suedia (SWE) · Hans Drakenberg · Hans Granfelt · Gustaf Dyrssen · Gustav Almgren · Birger Cederin · Sven Thofelt | Franța (FRA) · Henri Dulieux · Philippe Cattiau · Georges Buchard · Paul Wormser · Michel Pécheux · Bernard Schmetz |
| Floretă           | Giulio Gaudini · Italia (ITA) | Edward Gardère · Franța (FRA)                                                                                    | Giorgio Bocchino · Italia (ITA)                                                                                     |
| Floretă pe echipe | Italia (ITA) · Giorgio Bocchino · Manlio Di Rosa · Gioachino Guaragna · Ciro Verratti · Giulio Gaudini · Gustavo Marzi                  | Franța (FRA) · Edward Gardère · André Gardere · Jacques Coutrot · René Bougnol · René Bondoux · René Lemoine     | Germania (GER) · Siegfried Lerdon · August Heim · Erwin Casmir · Julius Eisenecker · Stefan Rosenbauer · Otto Adam  |
| Sabie             | Endre Kabos · Ungaria (HUN) | Gustavo Marzi · Italia (ITA)                                                                                     | Aladár Gerevich · Ungaria (HUN)                                                                                     |
| Sabie pe echipe   | Ungaria (HUN) · Pál Kovács · Tibor Berczelly · Imre Rajczy · Aladár Gerevich · Endre Kabos · László Rajcsányi                           | Italia (ITA) · Vincenzo Pinton · Aldo Masciotta · Athos Tanzini · Aldo Montano · Gustavo Marzi · Giulio Gaudini  | Germania (GER) · Hans Jörger · Julius Eisenecker · August Heim · Erwin Casmir · Richard Wahl · Hans Esser           |

### Feminin
| Probă   | Aur                        | Argint                        | Bronz                       |
| Floretă | Ilona Elek · Ungaria (HUN) | Helene Mayer · Germania (GER) | Ellen Preis · Austria (AUT) |

## Țări participante
311 de trăgători (270 de bărbăti și 41 de femei) din 29 de țări au participat.
- Argentina (11)
- Austria (15)
- Belgia (20)
- Brazilia (6)
- Bulgaria (1)
- Canada (8)
- Cehoslovacia (13)
- Chile (7)
- Costa Rica (1)
- Danemarca (9)
- Egipt (6)
- Elveția (18)
- Franța (19)
- Germania (16)
- Grecia (8)
- Italia (16)
- Iugoslavia (12)
- Marea Britanie (18)
- Mexic (2)
- Norvegia (5)
- Olanda (11)
- Polonia (11)
- Portugalia (5)
- România (7)
- Statele Unite ale Americii (22)
- Suedia (13)
- Turcia (7)
- Ungaria (19)
- Uruguay (5)

## Legături externe
- Statistice Arhivat în 1 ianuarie 2009, la Wayback Machine. pe Sports Reference